# Maya Meschkuleit
Maya Meschkuleit (Mississauga, 28 de julho de 2001) é uma remadora canadense.

## Carreira
Nos Jogos Olímpicos de Verão de 2024, em Paris, conquistou a medalha de prata na competição de oito com feminino, ao lado de Abigail Dent, Caileigh Filmer, Kasia Gruchalla-Wesierski, Sydney Payne, Jessica Sevick, Kristina Walker, Avalon Wasteneys e Kristen Kit, com o tempo de 5:58.84.